# 쿠마다 아카네
쿠마다 아카네(일본어: 熊田 茜音 くまだ あかね[*], 2000년 2월 3일 ~ )는 일본의 여성 성우. 도쿄도 출신. Apollo Bay 소속.

## 출연작

### TV 애니메이션
- 2018년
  - 키라키라 해피★ 열려라! 코코타마 - 나나세 치하루
  - 전생했더니 슬라임이었던 건에 대하여 - 에렌

- 2019년
  - 라이플 이즈 뷰티풀 - 시부사와 이즈미

- 2020년
  - 오다 시나몬 노부나가 - 오다 이치코
  - 아쿠다마 드라이브 - 실험체

- 2021년
  - 전생슬라임 일기 - 에렌
  - 전생했더니 슬라임이었던 건에 대하여 2기 - 에렌
  - 치트 약사의 슬로 라이프 ~이세계에 만들자 드러그 스토어~ - 미나

- 2022년
  - 힐러 걸 - 모리시마 히비키

### 게임
- 2020년
  - 브라운 더스트 - 마리아